# Koniuszki (województwo podlaskie)
Koniuszki – wieś w Polsce położona w województwie podlaskim, w powiecie sokólskim, w gminie Nowy Dwór. Leży nad Biebrzą.
| SIMC    | Nazwa      | Rodzaj    |
| ------- | ---------- | --------- |
| 0037546 | Holaki     | część wsi |
| 0037552 | Lojstry    | część wsi |
| 0037569 | Mała Bobra | część wsi |
| 0037575 | Nowosiółki | część wsi |
| 0037581 | Sopoćkowce | część wsi |

W latach 1975–1998 miejscowość administracyjnie należała do województwa białostockiego.
Wierni kościoła rzymskokatolickiego należą do parafii św. Jana Chrzciciela w Nowym Dworze.